# شبوط (جنس)
الشَّبَّوط أو الشُّبُّوط أو السَّابُوت أو السَّابُوط أو السَّبُّوط جنس في عائلة الشبوطيات واسعة الانتشار في العالم، وأشهر نوع يتبع له هو الشبوط الشائع. تنتشر الأنواع الأخريات من هذا الجنس في آسيا على الخصوص وتعتبر من الأسماك الاقتصادية للتربية والصيد.

## الأنواع
- Cyprinus acutidorsalis
- Cyprinus barbatus
- شبوط شائع
- Cyprinus daliensis
- Cyprinus ilishaestomus
- Cyprinus intha
- Cyprinus longipectoralis
- Cyprinus megalophthalmus
- Cyprinus micristius
- Cyprinus multitaeniata
- Cyprinus pellegrini
- Cyprinus rubrofuscus
- Cyprinus yilongensis
- Cyprinus yunnanensis